# Chimarra saudia
Chimarra saudia är en nattsländeart som beskrevs av Malicky 1986. Chimarra saudia ingår i släktet Chimarra och familjen stengömmenattsländor. Inga underarter finns listade i Catalogue of Life.